# El Cerrito, Veracruz
El Cerrito är en ort i Mexiko.   Den ligger i kommunen Nogales och delstaten Veracruz, i den sydöstra delen av landet, 210 km öster om huvudstaden Mexico City. El Cerrito ligger 1 400 meter över havet och antalet invånare är 139.
Terrängen runt El Cerrito är bergig österut, men västerut är den kuperad. El Cerrito ligger nere i en dal. Runt El Cerrito är det ganska tätbefolkat, med 134 invånare per kvadratkilometer. Närmaste större samhälle är Orizaba, 11,0 km öster om El Cerrito. I omgivningarna runt El Cerrito växer huvudsakligen savannskog.